# Lapland (Phần Lan)
Lapland (tiếng Phần Lan: Lappi; tiếng Bắc Sami: Sápmi; tiếng Thụy Điển: Lappland) là vùng lớn nhất thuộc Phần Lan. Các đô thị nơi đây được quản lý bởi Hội đồng khu vực. Lapland giáp với Bắc Ostrobothnia về phía Nam; ngoài ra, nó còn tiếp giáp với vịnh Bothnia, hạt Norrbotten (Thụy Điển), hạt Finnmark và hạt Troms (Na Uy), Murmansk Oblast và cộng hòa Karelia của Nga. Ở một số nơi trên thế giới, điển hình như Vương quốc Liên hiệp Anh và Bắc Ireland, và ngay cả tại Phần Lan, nhiều người vẫn thường cho Lapland là quê nhà của ông già Noel.